# Dominik Andreas von Kaunitz-Rietberg-Questenberg
Dominik Andreas II von Kaunitz-Rietberg-Questenberg (Vienna, 30 marzo 1739 – Vienna, 26 novembre 1812) è stato un diplomatico e politico austriaco.

## Biografia
Dominik Andreas era il figlio terzogenito del principe Wenzel Anton von Kaunitz-Rietberg e di sua moglie Maria Ernestine von Starhemberg.
Ancora giovanissimo, sua zia Maria Antonia von Questenberg, proprietaria del feudo omonimo e di un ricco patrimonio che comprendeva tra gli altri il Palazzo Questenberg a Vienna ed il castello di Jarmeritz, lo nominò suo erede universale a patto che aggiungesse ai suoi anche il cognome della di lei casata. Per questo nel 1761 Dominik Andrea cambiò cognome in Kaunitz-Rietberg-Questenberg.
Sostenuto dalla figura del padre, nel 1774 entrò nel servizio diplomatico a favore del Sacro Romano Impero, divenendo ambasciatore alla corte di Madrid dal 1774 al 1776 e nuovamente dal 1779 al 1780. Nel 1792 ricevette il Toson d'oro. Dal 1794 venne nominato vice-Obrist Hofstallmeister e dal 1807 Oberststallmeister.
Dopo la morte di suo fratello nel 1797 ne ereditò i titoli ed il patrimonio e divenne quindi conte di Rietberg, possedimento che dal 1806 venne incorporato nel Regno di Vestfalia dopo l'occupazione dei francesi.

## Matrimonio e figli
Nel 1762 sposò la contessa Bernardina di Plettenberg-Wittem dalla quale ebbe tre figli:
- Maria Teresa Aloysia (1763-1803), sposò Rudolf von Wrbna und Freudenthal
- Maria Antonia (1765-1805), canonichessa a Mons
- Alois Wenzel Dominik (1774-1848), erede del padre, ambasciatore austriaco in Spagna

La moglie morì nel 1779 e venne sepolta nella Cattedrale viennese di Santo Stefano.

## Ascendenza
|                                                  |                                 |                                                         | Genitori                                    |  |  | Nonni |  |  | Bisnonni                      |  |  | Trisnonni                   |  |
|                                                  |                                 |                                                         |                                             |  |  |       |  |  | Dominik Andreas I von Kaunitz |  |  | Leopold Wilhelm von Kaunitz |  |
|                                                  |                                 |                                                         |                                             |  |  |       |  |  | Dominik Andreas I von Kaunitz |  |  | Leopold Wilhelm von Kaunitz |  |
|                                                  |                                 | Eleonore von Dietrichstein                              |                                             |  |  |       |  |  | Dominik Andreas I von Kaunitz |  |  |                             |  |
| Maximilian Ulrich von Kaunitz                    |                                 |                                                         |                                             |  |  |       |  |  | Dominik Andreas I von Kaunitz |  |  |                             |  |
|                                                  |                                 | Maria Eleonora von Sternberg                            | Adolph Wratislaw von Sternberg              |  |  |       |  |  |                               |  |  |                             |  |
|                                                  |                                 | Maria Eleonora von Sternberg                            | Adolph Wratislaw von Sternberg              |  |  |       |  |  |                               |  |  |                             |  |
|                                                  |                                 | Maria Eleonora von Sternberg                            | Anna Lucia Slawate von Chlum und Košumberk  |  |  |       |  |  |                               |  |  |                             |  |
| Wenzel Anton von Kaunitz-Rietberg                |                                 | Maria Eleonora von Sternberg                            |                                             |  |  |       |  |  |                               |  |  |                             |  |
|                                                  |                                 | Ferdinando Massimiliano della Frisia orientale-Rietberg | Giovanni IV della Frisia orientale-Rietberg |  |  |       |  |  |                               |  |  |                             |  |
|                                                  |                                 | Ferdinando Massimiliano della Frisia orientale-Rietberg | Giovanni IV della Frisia orientale-Rietberg |  |  |       |  |  |                               |  |  |                             |  |
|                                                  |                                 | Ferdinando Massimiliano della Frisia orientale-Rietberg | Anna Caterina di Salm-Reifferscheidt        |  |  |       |  |  |                               |  |  |                             |  |
| Maria Ernestina della Frisia orientale-Rietberg  |                                 | Ferdinando Massimiliano della Frisia orientale-Rietberg |                                             |  |  |       |  |  |                               |  |  |                             |  |
|                                                  |                                 | Johannetta Franziska von Manderscheid                   | Salentin Ernst von Manderscheid             |  |  |       |  |  |                               |  |  |                             |  |
|                                                  |                                 | Johannetta Franziska von Manderscheid                   | Salentin Ernst von Manderscheid             |  |  |       |  |  |                               |  |  |                             |  |
|                                                  |                                 | Johannetta Franziska von Manderscheid                   | Juliane Christiana Elisabeth von Erbach     |  |  |       |  |  |                               |  |  |                             |  |
| Dominik Andreas von Kaunitz-Rietberg-Questenberg |                                 | Johannetta Franziska von Manderscheid                   |                                             |  |  |       |  |  |                               |  |  |                             |  |
|                                                  | Gundakar Thomas von Starhemberg | Konrad Balthasar von Starhemberg                        |                                             |  |  |       |  |  |                               |  |  |                             |  |
|                                                  | Gundakar Thomas von Starhemberg | Konrad Balthasar von Starhemberg                        |                                             |  |  |       |  |  |                               |  |  |                             |  |
|                                                  | Gundakar Thomas von Starhemberg | Franziska Katherina Cavriani                            |                                             |  |  |       |  |  |                               |  |  |                             |  |
| Franz Wolfgang von Starhemberg                   | Gundakar Thomas von Starhemberg |                                                         |                                             |  |  |       |  |  |                               |  |  |                             |  |
|                                                  |                                 | Beatrix Franziska von Daun                              | Wirich Philipp von Daun                     |  |  |       |  |  |                               |  |  |                             |  |
|                                                  |                                 | Beatrix Franziska von Daun                              | Wirich Philipp von Daun                     |  |  |       |  |  |                               |  |  |                             |  |
|                                                  |                                 | Beatrix Franziska von Daun                              | Maria Barbara von Herberstein               |  |  |       |  |  |                               |  |  |                             |  |
| Maria Ernestina von Starhemberg                  |                                 | Beatrix Franziska von Daun                              |                                             |  |  |       |  |  |                               |  |  |                             |  |
|                                                  |                                 | Ernst Rüdiger von Starhemberg                           | Konrad Balthasar von Starhemberg            |  |  |       |  |  |                               |  |  |                             |  |
|                                                  |                                 | Ernst Rüdiger von Starhemberg                           | Konrad Balthasar von Starhemberg            |  |  |       |  |  |                               |  |  |                             |  |
|                                                  |                                 | Ernst Rüdiger von Starhemberg                           | Anne Elizabeth von Sinzendorf               |  |  |       |  |  |                               |  |  |                             |  |
| Maria Antonia von Starhemberg                    |                                 | Ernst Rüdiger von Starhemberg                           |                                             |  |  |       |  |  |                               |  |  |                             |  |
|                                                  |                                 | Maria Josepha Jörger zu Tollet                          | Johann Quintin Jörger zu Tollet             |  |  |       |  |  |                               |  |  |                             |  |
|                                                  |                                 | Maria Josepha Jörger zu Tollet                          | Johann Quintin Jörger zu Tollet             |  |  |       |  |  |                               |  |  |                             |  |
|                                                  |                                 | Maria Josepha Jörger zu Tollet                          | Maria Rosalia von Losenstein                |  |  |       |  |  |                               |  |  |                             |  |
|                                                  |                                 | Maria Josepha Jörger zu Tollet                          |                                             |  |  |       |  |  |                               |  |  |                             |  |